# Кімри
Кімри (рос. Кимры) — місто, адміністративний центр Кімрського району (не входить до його складу), Тверська область, Росія. Населення становить 47 625 осіб (2013).
Місто розташоване на Волзі, при впаданні до неї річки Кімрка, на відстані 101 км на схід від Твері.

## Історія

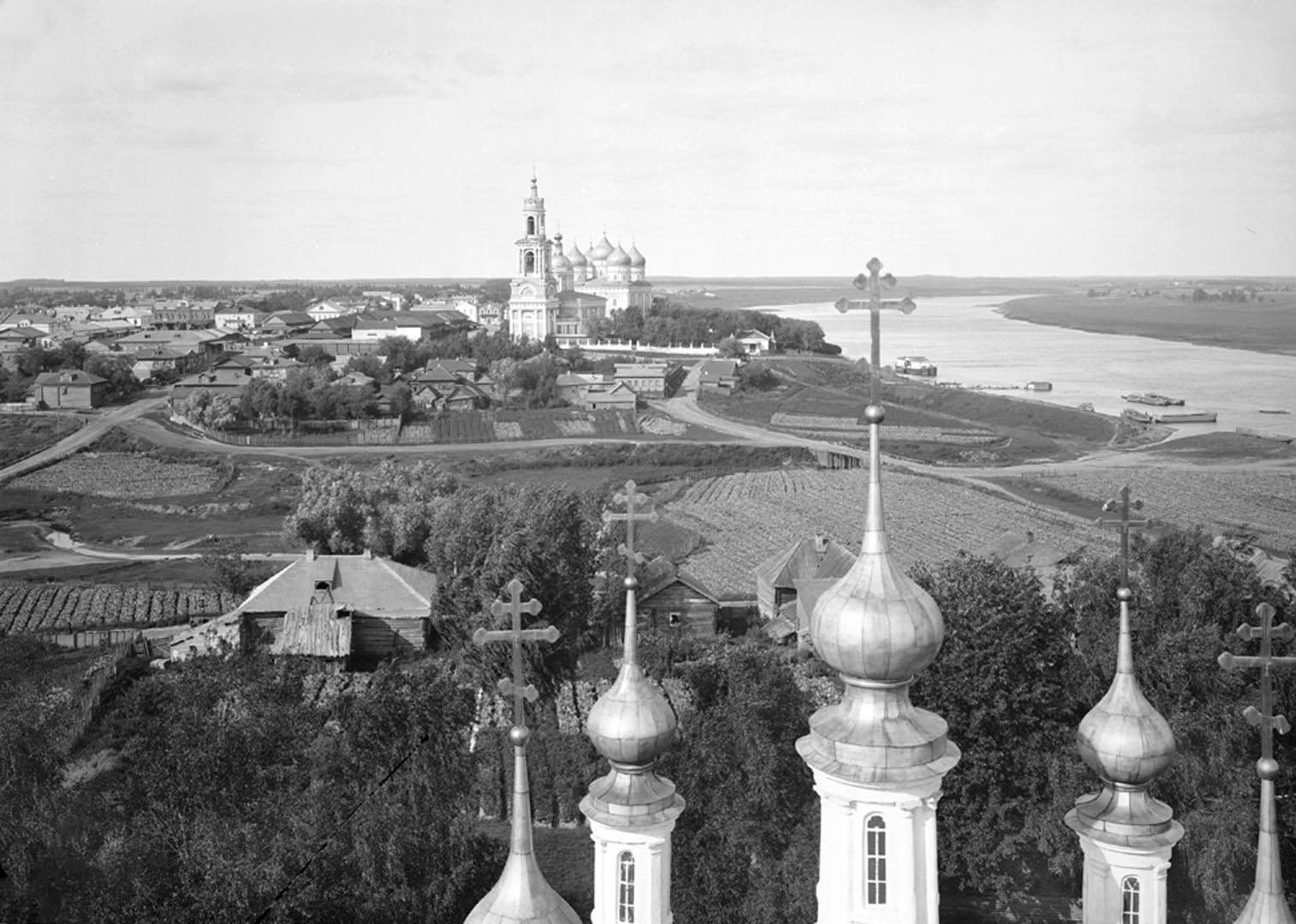
Початок XX століття.

Місто вперше згадується як село Кімри в 1546, у грамоті Івана Грозного. До початку XX століття жителі села Кімри займалися взуттєвим виробництвом і торгівлею, а село славилося як один із взуттєвих центрів Росії.

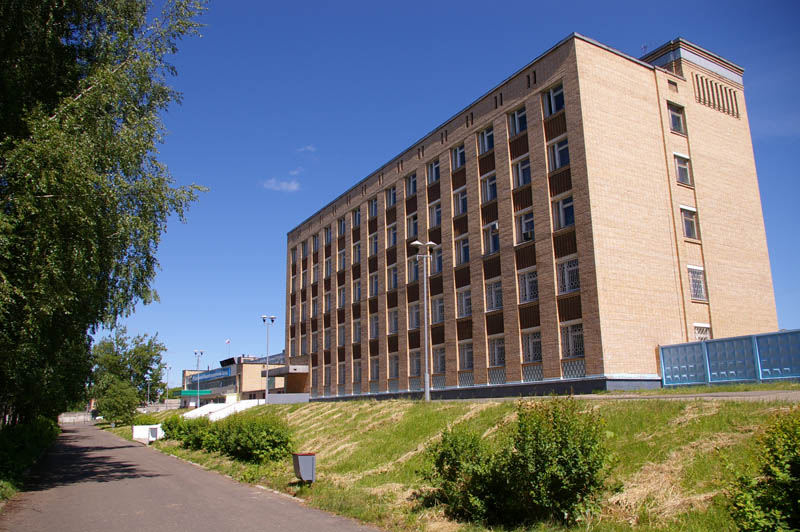
Завод СМЗ

### XX

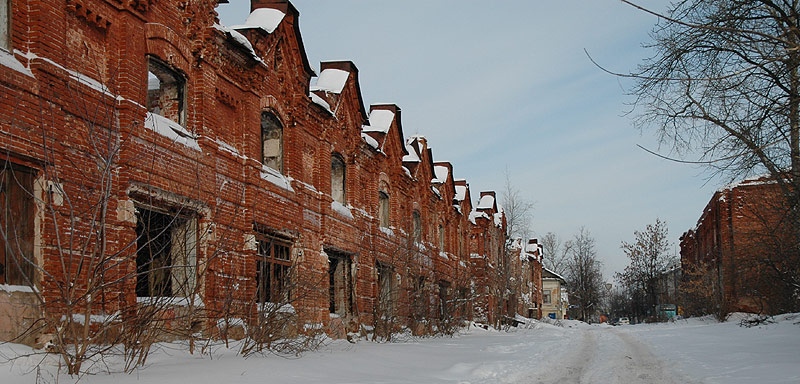
Торгові ряди

У 1900—1902 роках побудована залізниця, що зв'язала село з Москвою. Залізнична станція Савелово розташувалася на правому березі Волги і отримала назву за поблизу розташованим сільцем. Це ім'я також відбито в назвах вокзалу, двох станцій метро (Серпуховско-Тимірязєвської і Великої кільцевої ліній) та району в Москві.
Постановою Тимчасового уряду від 3 (16) червня 1917 село перетворено в місто Кімри.
У 1917 році солдати-українці місцевого гарнізону заснували товариство "Просвіта".
В 1937 у Кімри напередодні арешту і відправлення в табір був засланий поет Осип Мандельштам.
У 1978 було електрифіковано ділянку Вербилки — Савелово, що зробило можливим сполучення з Москвою електропоїздами.

## Персоналії
- Фадєєв Олександр Олександрович (1901—1956) — російський радянський письменник і компратійний діяч.